# Tufão Vera (1986)
O tufão Vera, conhecido como tufão Loleng nas Filipinas, afetou Okinawa, China e Coreia do Sul em agosto de 1986. Uma depressão tropical formada em 13 de agosto e atingiu a intensidade da tempestade tropical mais tarde naquele dia. Inicialmente, Vera vagou na depressão das monções. Em 17 de agosto, no entanto, o sistema se reformou abruptamente para leste-nordeste e, posteriormente, começou a se mover para leste e depois para o norte. Vera tornou-se um tufão em 20 de agosto, e atingiu o pico de intensidade dois dias depois. O tufão Vera então virou para oeste-noroeste e enfraqueceu lentamente ao se aproximar de Okinawa. Depois de passar perto da ilha, Vera virou para o norte enquanto seguia para o leste da China. O tufão atingiu a Coreia do Sul em 28 de agosto como uma tempestade tropical e, no dia seguinte, transitou para um ciclone extratropical.
O tufão foi responsável por pequenos estragos em Okinawa, onde 20.000 casas ficaram sem energia e uma fatalidade foi relatada. Embora o núcleo tenha permanecido offshore na China, mais de 500 casas foram destruídas, 7 pessoas morreram e 28 pessoas ficaram feridas em Xangai. 1.400 linhas de energia nacionais foram cortadas e oito mortes foram relatadas. Em toda a Coreia do Sul, um total de 1.852 estruturas foram danificadas e 384 outros foram destruídos, o que deixou 6.623 pessoas sem abrigo. A tempestade também destruiu 929 barcos e danificou 37 portos. Um total de 9.145 hectares (22.600 acres) de terras agrícolas foram inundados. Danos totalizaram $ 22 milhões (1986 USD ). A nivél nacional, 26 pessoas foram mortas e 81 outros ficaram feridos. Além das vítimas mencionadas, temia-se que 25 indivíduos estivessem mortos depois que o navio New Genshine desapareceu.

## História meteorológica
O tufão Vera formou-se a partir da monção mais intensa, que se estendeu desde a Linha Internacional de Data até às Filipinas, observada na bacia desde 1974. Apesar da saída da tempestade tropical Georgette, uma área de baixa pressão incorporada na monção foi identificada pela primeira vez perto de Yap em 12 de agosto. Como o distúrbio foi um dos muitos distúrbios no vale das monções rastreados pelo Joint Typhoon Warning Center (JTWC), uma circulação definida de baixo nível foi difícil de detectar nas imagens de satélite meteorológicas. Às 00:00 UTC em 13 agosto, a Agência Meteorológica do Japão (JMA) declarou o sistema uma depressão tropical, depois que seu centro se tornou mais bem definido. A persistência da convecção profunda levou o JTWC a emitir um alerta de formação de ciclone tropical durante as primeiras horas da manhã de 14 de agosto. Nas 24 horas seguintes, a perturbação tornou-se mais organizada e o meio-dia de 15 de agosto, o JTWC o transformou em uma depressão tropical. Seis horas depois, a JMA atualizou o sistema para uma tempestade tropical. Às 00:00 UTC em 16 de agosto, a JTWC atualizou a depressão para uma tempestade tropical, com base em relatórios de 64 km/h (40 mph) de uma aeronave Hurricane Hunter.
Esperava-se inicialmente que a tempestade tropical Vera se movesse para oeste-noroeste devido ao fortalecimento de uma cordilheira subtropical ao norte; no entanto, a tempestade continuou a serpentear na depressão das monções. Uma aeronave Hurricane Hunter na tarde de 16 de agosto falharam em identificar uma circulação de baixo nível. Imagens de satélite em 17 de agosto sugeriram que o centro da tempestade se tornou alongado. Às 12:00 UTC de 17 de agosto, no entanto, uma nova circulação havia se evidenciado por volta de 670 km para o leste-nordeste e rapidamente se tornou a circulação dominante de Vera. A análise pós-temporada do JTWC indicou que o desenvolvimento de uma circulação separada representava um novo ciclone tropical; no entanto, o JMA considerou as duas circulações de Vera como um ciclone contínuo. Inicialmente, o sistema redesenvolvido continuou a serpentear, enquanto mantinha uma força mínima de tempestade tropical. Vera então começou a derivar para o leste sob a influência de uma depressão localizada a leste do fluxo das monções. No início de 20 de agosto, tanto o JTWC quanto o JMA classificaram Vera como um tufão. Em 21 de agosto, uma crista começou a se formar no leste da tempestade, forçando Vera a virar para o norte. Em 22 de agosto, o JTWC estimou que Vera atingiu seu pico de intensidade de 201 km/h (125 mph)  enquanto o JMA estimou um pico de 169 km/h (105 mph). Nessa época, o tufão passou cerca de 540 km a sudoeste de Iwo Jima.
Pouco depois de atingir o pico de intensidade, o tufão Vera virou para o oeste na direção geral de Okinawa. A tempestade enfraqueceu ao se aproximar da terra, e no final de 25 de agosto, Vera rastreou diretamente sobre a ilha, com ventos estimados pelo JTWC e JMA de 160 km/h (100 mph). O movimento de Vera começou a diminuir quando a tempestade contornou uma cordilheira subtropical ao norte e depois de atingir a periferia oeste da cordilheira às 06:00 UTC em 26 de agosto, Vera virou para o noroeste e depois para o norte. Enquanto isso, Vera começou a perder características tropicais e a transição para um ciclone extratropical. Depois de passar quase 300 km a leste de Xangai, Vera continuou a enfraquecer devido à diminuição do escoamento que foi anteriormente auxiliado pela conexão da tempestade com o vale das monções. Ao meio-dia de 28 de agosto, Vera atingiu a costa perto da Base Aérea de Kunsan, na Coreia do Sul, como uma tempestade tropical. Às 18:00 UTC, Vera atingiu a Península Coreana. Depois de acelerar para o nordeste, o JTWC estimou que Vera completou sua transição na manhã de 29 de agosto, embora o JMA tenha continuado a vigiar seus remanescentes até 2 de setembro.

## Preparativos e impacto

### Japão
O JTWC previu com precisão que o tufão atingiria Okinawa com 66 horas de antecedência. Como resultado dos longos prazos de previsão, as autoridades da ilha puderam tomar precauções com bastante antecedência. Todos os voos programados entre Okinawa e as principais ilhas japonesas foram cancelados e o serviço de balsa entre as ilhas foi suspenso. Devido ao aviso prévio, os danos em Okinawa foram leves, embora 30.000 clientes perderam energia.  O tufão deixou cair fortes chuvas, atingindo o pico em Yabitsudake, onde 674 mm de chuva caiu. Em um período de 24 horas, o Monte Yonaha recebeu a maior quantidade de chuva, com um total de 330 mm. Hongawa recebeu 61 mm de chuva em uma hora, o maior total de precipitação por hora medido durante a tempestade. Na Base Aérea de Kadena, uma rajada de vento de 156 km/h foi medido. Quarenta pessoas foram evacuadas devido às ondas altas em Kunigami. Offshore, o alto mar ameaçou vários navios, incluindo o navio de 464 short tons (421 t) Tatong, que enviou um sinal de socorro. Um homem de 30 anos foi morto após ser atingido por uma corda pesada enquanto se preparava para a tempestade. Ao longo de Okinawa, cinco casas foram inundadas e duas paredes ao lado de uma estrada desabaram.

### China
Devido à ameaça iminente de Vera a Xangai, mais de 3.000 navios foram pilotados para o porto e 120 estações de bombeamento foram preparadas para evitar possíveis inundações. Além disso, 20.000 passageiros do cruzeiro foram evacuados para um abrigo.  Apesar de rastrear a leste de Xangai, sete pessoas foram mortas e outras 28 ficaram feridas na cidade. A Nova Agência de Notícias da China informou que mais de 500 casas foram destruídas. Houve também um total de 25 acidentes e a tempestade interromperam o fornecimento de energia em 1.000 diferentes locais da cidade. Um total de 3.000 trabalhadores de emergência foram chamados para restaurar o fornecimento de energia elétrica em Xangai. Na vizinha Shengshi Qunado, uma pessoa foi morta e 70 barcos de pesca afundados. Nacional, 500 casas foram destruídas, outras oito foram danificadas, 1.400 linhas de energia foram cortadas e oito pessoas morreram.

### Coreia do Sul
Antes de atingir a Coreia do Sul, um alerta de tempestade foi declarado para todo o país. As equipes médicas adquiriram tendas, cobertores e outros suprimentos de emergência prontos para correr para as áreas atingidas. Maior que 2.400 escolas em toda a Coreia do Sul fecharam, e milhares de barcos de pesca se abrigaram em portos.  Todos os voos domésticos e serviços de balsa foram interrompidos, retendo mais de 2.000 turistas somente na ilha de Cheju. No entanto, os voos internacionais saindo de Seul, exceto os para o Japão, não foram afetados por Vera. Durante dois dias, o tufão encharcou a Coreia do Sul, com grande parte do país recebendo 100 to 200 mm (4 to 8 in) de precipitação. O maior total de chuvas registrado no país ocorreu na Ilha Cheju, onde 340 mm (13.4 in) foi registrado  e centenas ficaram desabrigadas.  Na Base Aérea de Taegu, mais de 75 árvores caíram, o que danificou telhados de muitas casas e linhas de energia. Mais de 100 plantas industriais ao longo da costa sul do país foram forçadas a parar de funcionar por duas horas depois das 13 torres de transmissão desabaram. O acesso ao abastecimento de água nas cidades vizinhas de Pusan e Yosu foi temporariamente revogado, deixando centenas de turistas presos. Seis barcos afundaram,  incluindo três Pusan offshore. O navio de 2,908 short tons (2,638 t) New Genshine, desapareceu devido ao tufão; a tripulação de 25 membros da embarcação foi posteriormente dada como morta.
Em todo o país, um total de 1.852 estruturas foram danificadas, e 384 outros foram demolidos,  o que resultou em 6.623 desabrigados. A tempestade também destruiu 929 barcos de pesca e danificou 37 portos. Um total de 9,100 ha (22,600 acres) de terras agrícolas foram inundados.  Oito pessoas foram confirmadas como mortas, enquanto outras dezoito foram dadas como desaparecidas e temidas mortas e 81 indivíduos ficaram feridos.  Danos totalizaram $ 22 milhões, incluindo $ 4,3 milhões em danos materiais. Quase imediatamente após a tempestade, o governo da Coreia do Sul ordenou que os militares prestassem assistência para ajudar na limpeza o mais cedo possível. No Extremo Oriente soviético, 40 000 ha de terras agrícolas foi inundado, principalmente perto de Vladivostok.